# مستحضرات التجميل فى روما القديمة
كانت هناك العديد من القطع الأثرية المصرية القديمة والأداءات المصرية في استخدام مستحضرات التجميل قبل فترة طويلة من قيام حضارة روما السليمة. على هذا النحو يمكننا أن نقول على وجه اليقين إن مستحضرات التجميل نشأت في مصر لا روما.
مستحضرات التجميل، استخدمت لأول مرة في روما القديمة في طقوسهم الدينية، كانت جزءا من الحياة اليومية للمرأة، وخاصة النساء السيئات والأثرياء. بعض مستحضرات التجميل العصرية، مثل تلك المستوردة من الصين، ألمانيا وبلاد الغال، كانت مكلفة جدا أن ليكس Oppia حاولت أن تحد من استخدامها في 189 ق. م. هذه «العلامات التجارية» ولدت رخيصة ومزيفة  لذلك كانت تباع النساء الأكثر فقرا. نساء الطبقة العاملة يمكنهم تحمل أرخص الأصناف، ولكن قد لا يكون لديهم الوقت (أوالعبيد) لتطبيق ماكياج لأن استخدام الماكياج كان يستغرق وقتاً طويلاً لأن مستحضرات التجميل بحاجة إلى التطبيق عدة مرات في اليوم بسبب الظروف الجوية وسوء تكوينها.
مستحضرات التجميل تم تطبيقها في القطاع الخاص، عادة في غرفة صغيرة فيها لا يدخلها الرجال. Cosmetae الإناث العبيد التي تزين وعشيقاتهم، وخاصة أشاد مهاراتهم. فإنهم يجملون حبيباتهم مع cultus ، الكلمة اللاتينية تشمل المكياج, العطور و المجوهرات.
العطر هو أيضا عامل مهم من الجمال. النساء الذين لديهم رائحة جيدة يفترض أن تكون صحية. بسبب الرائحة الكريهة من العديد من المكونات المستخدمة في مستحضرات التجميل عند النساء في كثير من الأحيان تنقع النساء أنفسهم في كميات وفيرة من العطور.
السيدات المسيحية كانت تميل إلى تجنب مستحضرات التجميل مع الاعتقاد أنه ينبغي الثناء مما أعطاهم الله. بعض الرجال، خاصة عبر الخزائن استخداموا ومستحضرات التجميل، على الرغم من أنه كان ينظر إلى مخنث وغير لائق. 
جميع مكونات مستحضرات التجميل أيضا تستخدم الأدوية لعلاج مختلف الامراض. يؤدي، على الرغم من أن المعروف أن تكون سامة، كان لا يزال استخدامها على نطاق واسع.

## مواقف الرجال تجاه مستحضرات التجميل
المواقف الرومانية تجاه مستحضرات التجميل تطورت مع توسع الإمبراطورية. مجموعة متنوعة من مستحضرات التجميل المتوفرة زيادة التجارة الحدود توسيع الناتج من تدفق الثروة منح المرأة إضافية العبيد الوقت للقضاء على الجمال. أفكار من الجمال من غزا الشعوب، وخاصة اليونانيين والمصريين, أثرت بشكل كبير الروماني نموذج الجمال. على عكس الشركاء الشرقيين التجاريين رأى الرومان  أن «الحفاظ على الجمال» مقبول «غير طبيعي تجميل». على الرغم من المبالغة في تركيبتها لجعلها تظهر في الإضاءة السيئة من الوقت، ما زالت السيدات تريد ان تظهر على طبيعتها  كدليل على العفة. التصنع تدل على الرغبة في أن تكون مغرية، الأمر الذي جعل الرجال السؤال لمن بالضبط امرأة كانت تحاول أن تبدو جذابة. هذا هو السبب في أن الرجال عموما يروا ان  استخدام مستحضرات التجميل مثل المخادعة والتلاعب. العذارى لم يضعوا الماكياج لأنها من المفترض أن تبدو مقدسة وعفيفة. Postumia واحدة من العذارى طاهر، تحدى هذه الاتفاقية وبالتالي اتهم الجنسانية في روما القديمة.
من جميع النصوص الباقية على قيد الحياة الذكر لمستحضرات التجميل (جميع ما كتبه الرجال) أوفيد هو وحده  الموافق على استخدامها. كان الإجماع على أن النساء الذين استخدموا مستحضرات التجميل بطريقه زائدة كانوا يعتبروهم غير أخلاقين وخادعين وكانوا يمارسون شكلا من أشكال السحر. جوفينال كتب أن «امرأة تشتري العطور والمستحضرات مع الزنا في العقل» وسخر الحاجة إلى مستحضرات التجميل، معتبرا أنها غير فعالة.  كان كذلك ينظر بازدراء لاستخدام العطور  لأنه كان يعتقد أنها تخفي رائحة الجنس والكحول. سينيكا نصح المرأة الفاضلة بتجنب مستحضرات التجميل، كما انه يعتقد استخدامها أن تكون جزءا من تراجع الأخلاق في روما. المتحملون أيضا كانوا ضد استخدام مستحضرات التجميل، لأنهاعكس استخدام جميع الكماليات الانسانيه. على الرغم من أن هناك أي قيد الحياة النصوص المكتوبة من قبل النساء شرح موقف المرأة تجاه مستحضرات التجميل،  ان استخدامها على نطاق واسع تشير إلى أن المرأة تقبل وتتمتع هذه المنتجات.

## رموش

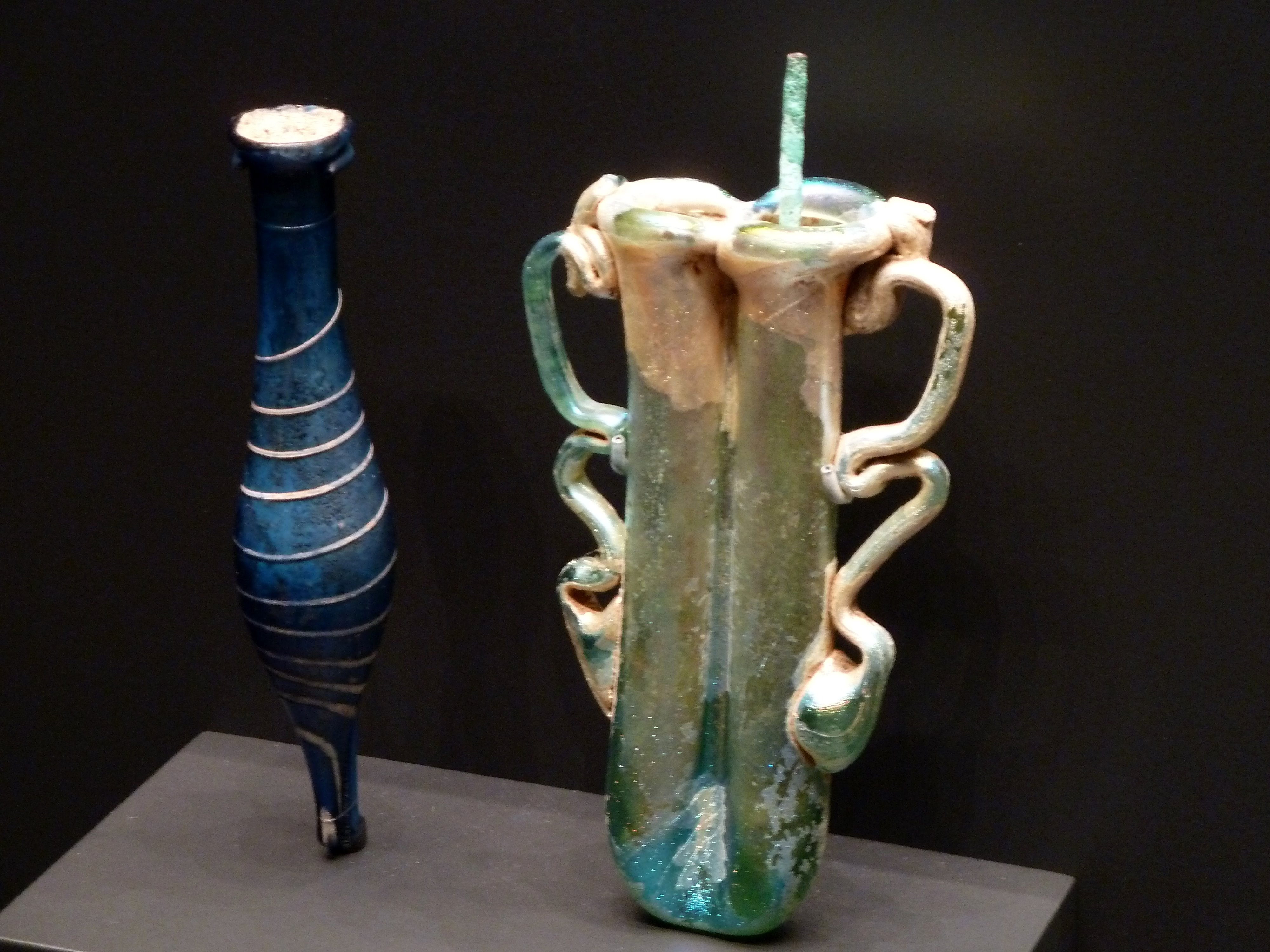
قارورة عطر زجاجية رومانية و حاوية مكونة من جزئين لماكياج العيون.

كانت العيون المثالية، من المنظور الروماني، كبيرة مع رموش طويلة. وكتب بليني الأكبر أن الرموش كانت تسقط بسبب الإفراط في الجنس ولذلك كان من المهم وخاصة بالنسبة للمرأة أن تبقى رموشها طويلة حتى تثبت عفتها.
كان الكحل العنصر الرئيسي في ماكياج العيون، وكان يتألف من الرماد أو السخام والأنتيمون مع إضافة الزعفران عادة لتحسين الرائحة. كان يوضع الكحل كان تطبيقها باستخدام عصا مدورة مصنوعة من العاج أو الزجاج أو العظام أو الخشب، والتي من شأنها أن تكون مغموسة في الزيت أو الماء أولا قبل استخدامها لتطبيق الكحل. جاء استخدام الكحل كماكياج من الشرق. بالإضافة إلى الكحل يمكن استخدم بتلات الورود المتفحمة وأحجار التمر لتظليل العينين.
كما تم تطبيق ظلال العيون الملونة من قبل النساء لإبراز عيونهم. فجاء الظلال  الأخضر للعيون من المالاكيت السام، في حين أن الأزرق جاء من اللازورد معدن أزرق.
كان الرومان يفضلون الحواجب الداكنة التي كادت تلتقى في الوسط. و قد تحقق هذا التأثير من خلال تغميق حاجبيهما باستخدام الأنتيمون أو السخام ثم مدهما إلى الداخل.  و بدأ نتف الحواجب في القرن الأول قبل الميلاد لتنظيم مظهرهم العام.

## الشفاه والأظافر والأسنان
على الرغم من وجود أدلة على ظهور استخدام أحمر الشفاه في الحضارات السابقة، فإنه لا يوجد أي أدلة من هذا القبيل تشير إلى أن الرومان لونوا شفاههم في أي وقت مضى. والدليل الوحيد على طلاء الأظافر يأتي من صبغة حمراء تم استيرادها والتي تم إنتاجها من حشرة هندية. بشكل عام كان الأثرياء فقط هم من  يقصون أظافرهم، حيث استخدموا الحلاقين لهذا الغرض، متبعين الممارسة المعاصرة للنظافة الجيدة
على الرغم من أن نظافة الفم لم تكن قريبة من معايير اليوم، فقد كان الرومان يقدرون الأسنان البيضاء، وهكذا الأسنان الزائفة المصنوعة من العظام أو العاج والعجينة، كانت عناصر شائعة. كان أوفيد يسلط الضوء على الطريقة التي كان ينظر بها إلى الأسنان البيضاء في المجتمع عندما كتب البيان «يمكنك أن تتسبب لنفسك بأضرارا لا حصر لها عندما تضحك إذا كانت أسنانك سوداء أو طويلة جدًا أو غير منتظمة.» كما حلّى الرومان أنفاسهم بالمسحوق وصودا الخبز.

## عطور

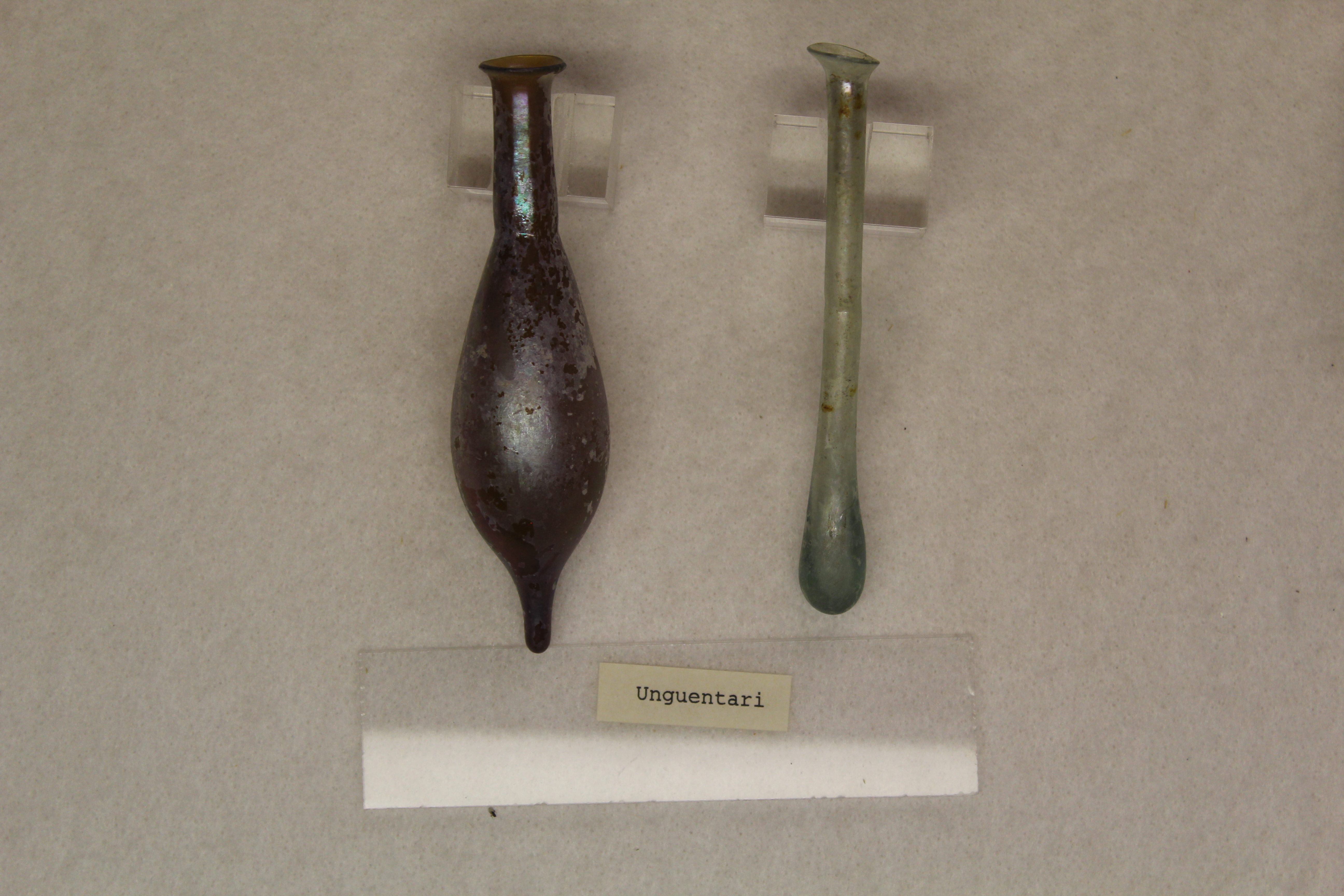
زجاجات العطور الرومانية (unguentari) على الشاشة في فيلا Boscoreale

كانت العطور في روما القديمة ذات شهرة عالية، في الواقع كان يتم استخدامهم بشكل كبير ولذلك ادعي سيسيرو بأن «الرائحة الذكية للمراة تعتبر لا شيء» تأتي العطور في اشكالاً كثيرة منها السائل والصلب واللزج وعادة ما تصنع في عمليات استخلاص السوائل من الزهور والاعشاب والزيوت.
تكنولوجيا التقطير وكذلك المكونات المستوردة نشأتها في الشرق.
أهم سوق للعطور في إيطاليا هو سيبلاجيا في كابوا.
كانت العطور تُفرك أو تُسكب علي المستخدم وكان معروف عنها انها تساعد علي العلة لكثير من الامراض مثل الحمي وسوء الهضم.
روائح مختلفة تلزم مناسبات مختلفة وكذلك ايضاً للرجال والسيدات 
مزيل العرق مصنوع من الشب والايريس وبتلات الزهور ايضاً
.
و علاوة علي الاستخدام الشخصي تستخدم العطور في الطعام ولتعطير رائحة المنزل